# Allaegopis kerketianus
Allaegopis kerketianus is een slakkensoort uit de familie van de Zonitidae. De wetenschappelijke naam van de soort is voor het eerst geldig gepubliceerd in 1993 door Riedel.